# Sve je moguće onom koji veruje
Sve je moguće onome koji veruje je poznata Isusova izreka. Na više mesta u Novom zavetu Isus naglašava moć vere, dajući čuvene slikovite opise da vere može pomerati planine i čupati drveće iz korena.
Ova izreka je doslovno zabeležena u Jevanđelju po Marku, kada je Isus isceljivao dečaka koga su zaposeli bijesovi (vidi egzorcizam). Naime, njegov otac je rekao Isusu da pomogne ako može, na šta je Isus uzvratio:
Sve je moguće onome koji veruje.
Nakon čega je zloduh istjeran iz dečaka. Moć vere se naglašava i na drugim mestima. U Jevanđelju po Mateju se takođe pominje u kontekstu čudotvornih isceljenja. Naime, prvo su Isusovi učenici bezuspešno pokušavali da izleče dečaka koji je mesečar, nakon čega ga je Isus uspešno izlečio. Kada su ga upitali zašto oni nisu mogli odagnati nečistog duga, Isus je odgovorio:
Jer vam kažem zaista: ako imate vjere koliko zrno gorušičino, reći ćete gori ovoj: prijeđi odavde tamo, i prijeći će, i ništa neće vam biti nemoguće.
U Jevanđelju po Marku se moć vere ponovo naglašava, i tu Isus daje svoje čuveni opis da vera može pomerati i planine:
Imajte veru u Boga. Zaista, kažem vam, ko kaže ovoj gori: digni se i baci se u more, a ne posumnja u svome srcu, nego veruje da će biti ono što govori, biće mu. Zato vam kažem: sve što molite i tražite, verujte da ste primili, i biće vam.
U Jevanđelju po Luki Isus ohrabruje svoje učenike da uporno praštaju svojoj braći. Kada oni traže da im ojača veru, Isus odgovara:
Da imate vjere koliko je zrno gorušičino, rekli biste ovom dudu: `Iščupaj se s korijenom i presadi se u more!` I on bi vas poslušao.